# 청도 운문사 대웅보전 앞 석등
청도 운문사 대웅보전 앞 석등(淸道 雲門寺 大雄寶殿 앞 石燈)은 대한민국 경상북도 청도군 운문면 운문사에 있는 석등이다. 2019년 3월 25일 경상북도의 문화재자료 제671호로 지정되었다.

## 개요
이 석등은 운문사 대웅보전 앞에 위치한 석등으로, 옛 석등 부재에 신재를 추가하여 2기로 만들었던 것을 최근에 옛 석재만을 분리하여 복원한 것이다. 상륜부를 제외하고 모두 통일신라시대의 석등 부재로 구성되어 있다. 완만하고 균형 잡힌 수직 체감이 잘 구현된 석등으로 평가되지만, 한편 화사석의 크기가 왜소하여 부조화를 이룬다. 이는 여러 석등의 부재를 조합한 결과로 판단되므로 이 석등은 원형이 아닐 가능성이 크다.
하지만, 대부분의 부재가 통일신라시대의 석등 부재로 구성되어 있고, 9세기 후반 석등 양식을 파악하기에는 충분한 작품이므로 문화재자료로 지정한다.

## 참고 문헌
- 청도 운문사 대웅보전 앞 석등 - 국가유산청 국가유산포털